# Alfredo Bodoira
Alfredo Bodoira (Mathi, Provincia de Turín, Italia, 30 de agosto de 1911-Turín, Provincia de Turín, Italia, 3 de agosto de 1989) fue un futbolista y director técnico italiano. Se desempeñaba en la posición de guardameta.

## Clubes

### Como futbolista
| Club               | País   | Año       |
| ------------------ | ------ | --------- |
| Juventus F. C.     | Italia | 1930-1933 |
| A. C. Ancona       | Italia | 1933-1935 |
| Juventus F. C.     | Italia | 1935-1941 |
| Torino F. C.       | Italia | 1941-1946 |
| Alessandria Calcio | Italia | 1946-1947 |
| A. C. Cesena       | Italia | 1947-1949 |

### Como entrenador
| Club           | País   | Año       |
| -------------- | ------ | --------- |
| Fossano Calcio | Italia | 1953-1954 |

## Palmarés

### Campeonatos nacionales

#### Como futbolista
| Título      | Club           | País   | Año     |
| ----------- | -------------- | ------ | ------- |
| Serie A     | Juventus F. C. | Italia | 1930-31 |
| Copa Italia | Juventus F. C. | Italia | 1937-38 |
| Serie A     | Torino F. C.   | Italia | 1942-43 |
| Copa Italia | Torino F. C.   | Italia | 1942-43 |